# Nyerro
Els nyerros eren els membres d'un dels dos bàndols en què estava dividida la noblesa catalana al final del segle xvi i al començament del xvii. El bàndol rival eren els Cadells amb qui mantenien una lluita constant. Es diu que els nyerros defensaven els drets dels senyors, mentre que els cadells eren partidaris dels drets de camperols i ciutadans.
L'historiador J.H. Elliott (La Revolta catalana, 1966), localitza l'origen del nom «nyerro» en Tomàs de Banyuls, senyor de Nyer. Prèviament, als segles xiii i xiv, ja apareix a Vic el nom de «narros» o «nyerros» donat al grup capitanejat per Gilabert de Nyer.

## Història
L'origen dels dos bàndols, nyerro i cadell, se situa al segle xiii, arran de les lluites de les cases dels Cadell, senyors d'Arsèguel, i els Banyuls, senyors de Nyer, al Conflent, comarca del nord de Catalunya, actualment sota administració francesa. A finals del segle xiii, 1296, el radi d'acció d'ambdós bàndols s'estengué fins a la plana de Vic, arran de les pretensions dels Montcada d'alliberar-se del vassallatge que devien al bisbe de Vic. Aquesta tensió desembocà en una guerra en què els nyerros feren costat als Montcada, essent capitanejats per Gilabert de Nyer.
Aquests bàndols d'origen feudal adquiriren gran importància en el transcurs de la crisi de la baixa edat mitjana, quan es convertiren en un fenomen social en el conjunt del Principat. En el primer terç del segle xvii, s'assolí la màxima esplendor i virulència d'ambdós grups, restant el Principat dividit entre nyerros i cadells.
La base de fidelitat a un grup o a un altre cal cercar-la principalment a una tradició familiar més que no pas a una ideologia, malgrat que alguns historiadors assignen al nyerros una ideologia pro-francesa i de defensa dels drets senyorials.
Les tensions entre els bàndols es reflectiren dins les institucions catalanes a tot nivell, entre funcionaris de l'Audiència fins a l'àmbit local, i s'expandiren dins del bandolerisme. La confrontació entre ambdues faccions obstaculitzava el funcionament de les institucions.
Sota el regnat de Felip III de Castella (1598-1621), Joan Terès i Borrull, lloctinent de Catalunya (1602-1603) i arquebisbe de Tarragona, participà activament en el bàndol nyerro, en les lluites entre les faccions, prescindint de les obligacions del càrrec. El nyerro Alexandre d'Alentorn, diputat militar (1614-17), utilitzà la Generalitat com a plataforma d'actuació contra l'administració reial.
Sota la lloctinència de Francisco Fernández de la Cueva y de la Cueva (duc d'Alburquerque, 1616-1619), es portaren a terme diferents accions contundents per a posar fi a les bandositats i es reduïren les lluites entre nyerros i cadells.
Durant la guerra dels Segadors, els nyerros estigueren representats entre els caps de la revolta política per Ramon de Guimerà i Jacint Vilanova. La posterior concentració del poder a les mans del regent de la cancelleria, el cadell Josep Fontanella (1641), contribuí a l'escissió entre els partidaris de França en el curs de la guerra, podent-se determinar mitjançant les filiacions de nyerros i cadells.
En la segona meitat del s. XVII, amb la disminució del bandolerisme, anaren desapareixent les faccions nobiliàries que havien migpartit el Principat.

## Símbols
Solien portar una insígnia amb la figura d'un garrí (porc).

## Membres destacats
- Alexandre d'Alentorn i de Botella (?- 1626), diputat militar de la generalitat (1614-17)
- Tomàs de Banyuls i de Llupià (1556 - 1627), senyor de Nyer
- Ramon de Guimerà i de Tamarit (1584 - 1653), baró d'Abella
- Perot Rocaguinarda (1582 - 1635), bandoler
- Joan Sala i Ferrer Serrallonga (1594 - 1634), bandoler